# Bandari Football Club
O Bandari Football Club é um clube de futebol com sede em Mombasa, Quênia. A equipe compete no Campeonato Queniano de Futebol.

## História
O clube foi fundado em 1985.